# Ратомир Петровић
Ратомир Петровић - Раца (Грачаница код Приштине, 16. фебруар 1942 — Београд, 11. март 2012) био је српски стрипски аутор.
Завршио је Средњу школу за примењену уметност у Пећи. Први каиш је објавио у Плавом вјеснику 1962, а затим је радио стрипове за новинске куће „Рилиндја“, „Јединство“ и друге куће на Косову и Метохији, где је био утемељитељ модерног стрипа на српском и албанском. У Београду је живео од 1971.
Најпознатији стрипови: "Мирко и Славко", „ВОС“, лиценци ликови Хане и Барбере за „Јуниор стрип“ ("Борба"), као и "Том и Џери" и научнофантастични серијал „Јасон“ по сценарију Бобана Кнежевића за Вјесникову прес-агенцију.
Добио је прву награду на конкурсу листа Омладина.